# Acanthodactylus dumerilii
Acanthodactylus dumerilii es una especie de lagarto del género Acanthodactylus, familia Lacertidae, orden Squamata. Su masa corporal es de aproximadamente 7,64 g.

## Distribución
Se distribuye por África: Marruecos (Sahara Occidental), Mauritania, Senegal, Malí, Argelia, Túnez y Libia.

## Taxonomía
Fue descrita por Milne-Edwards en 1829.
Tratamiento taxonómico
La especie aparece registrada y publicada en Recherches zoologiques pour servir à l'histoire des lézards, extraites d'une monographie de ce genre. Ann. Sci. Nat. Paris 16: 50-89.